# Малоземці
Малоземці (пол. Małoziemce) — колонія в Польщі, у гміні Воля-Угруська Володавського повіту Люблінського воєводства.

## Історія
У 1921 році село входило до складу гміни Собібор Володавського повіту Люблінського воєводства Польської Республіки.

## Населення
Станом на 10 вересня 1921 року в селі налічувалося 16 будинків та 71 мешканець, з них:
- 36 чоловіків та 35 жінок;
- 63 православні, 8 римо-католиків;
- 59 українців, 12 поляків.